# Стефани (LazyTown)
Стефани (англ. Stephanie) — вымышленный персонаж из детского телесериала «Лентяево». Она — начинающая чирлидерша и танцовщица, которая вдохновляет других жителей титульного города оставаться активными. У неё розовые волосы, и поэтому она получила прозвище «Пинки» (англ. Pinky) от кукольного персонажа Трикси (англ. Trixie). Она приехала в город, чтобы навестить своего дядю, Милфорда Минсвелла, мэра Лентяева. Познакомившись с другими детьми, она безуспешно пыталась заставить их играть вместе с ними, вместо того чтобы сидеть дома, играть в видеоигры и есть конфеты. Всё изменилось, когда Стефани обратилась за помощью к Спортакусу. Когда он, наконец, прибыл, весь город работал вместе, чтобы сделать Лентяево более активным местом для жизни. Каждый эпизод сериала заканчивается тем, что Стефани, танцуя, исполняет заключительную песню «Bing Bang».
Оригинальное исландское имя персонажа — Солла Стирда (исл. Solla Stirða). В исландской версии телесериала её голос был озвучен на исландский язык Олёф Кристин Торстейнсдоттир (исл. Ólöf Kristín Þorsteinsdóttir).
Роль Стефани исполнила Джулианна Роуз Маурьелло (англ. Julianna Rose Mauriello) в 1 и 2 сезонах. В 2011 году Джулианна подтвердила, что покинет «Лентяево», так как стала слишком взрослой, чтобы играть роль Стефани. В 3-м и 4-м сезонах она была заменена Хлоей Лэнг (англ. Chloe Lang). В видеоигре «LazyTown Live! Пиратское приключение», сценической постановке, которая гастролировала по всей Великобритании и Ирландии в 2009 году, роль Стефани сыграла Кимберли Пена (англ. Kimberly Pena).

## Описание
Стефани была изображена как спортивная, милая, застенчивая, дерзкая, заботливая, оптимистичная и умная 8-летняя девочка. Удивлённая бездействием жителей Лентяева, она радостно поощряет их участвовать в более активных, энергичных хобби или времяпрепровождении, таких как спорт, игры и многое другое, когда они впадают в уныние, когда соблазны конфет или видеоигр одерживают верх над её побуждением. Несмотря на это, Стефани характеризуется оптимизмом и уверенностью в себе, которые она с гордостью пропагандирует и делится со своими сверстниками в поддержку вопреки всем трудностям или вызовам, всегда победоносно побеждая любые препятствия или антагонистов к концу эпизода.
Попытки Стефани часто почти срываются Робби Злобным, но его планы никогда не бывают надёжными и всегда заканчиваются победой Стефани.

## Разработка
Первоначально Стефани была создана Магнусом Скевингом для пьесы Áfram Latibær как «Solla Stirða» («Солла Стифф») — девушка с недостаточной пластичностью, но которая мечтала стать танцовщицей. Солла также появился в продолжении театральной пьесы «Glanni Glæpur í Latabæ». В первой пьесе её озвучила Сельма Бьёрнсдоттир (исл. Selma Björnsdóttir), а во второй — Линда Асгейрсдоттир (исл. Linda Ásgeirsdóttir).
Магнус Скевинг переработал Соллу в Стефани для телесериала «Лентяево». В 2003 году на роль Стефани пробовалась Шелби Янг (англ. Shelby Young), однако, прежде чем она ушла из-за проблем с профсоюзом, с её участием был снят только один пилотный эпизод.
В итоге на роль Стефани была выбрана Джулианна Роуз Мауриелло. Прежде чем уйти из-за взросления и выпадения из возрастных ограничений роли, она играла роль Стефани в течение первых двух сезонов оригинального мультсериала и в спин-оффе «Время действовать!».
Хлоя Лэнг взяла на себя роль Стефани в третьем и четвёртом сезонах оригинального мультсериала и мотивационных кампаниях «LazyTown Motivational Campaigns». По состоянию на 2024 год она является последней актрисой, сыгравшей Стефани.

## Внешний вид
Стефани, как правило, носит розовое платье без рукавов с бледно-розовыми колготками, розовыми носками, белыми и розовыми кроссовками и фиолетовой резинкой для волос. Но её наряд время от времени меняется. Например, в фильмах «LazyTown Goes Digital» и «Energy Book» она носит розовые леггинсы со своим обычным платьем. Также она носит спортивные костюмы и другие предметы одежды, но они почти всегда розовые. Её короткие волосы каре, равно как и все аксессуары, окрашены в розовый цвет. Также у Стефани длинные, закрученные ресницы и слегка румяные щёки. Её часто можно увидеть с розовой сумочкой с сердечком, в которой она держит свой розовый дневник. Будучи пираткой, она носила для Стефани розовую бандану с белой причудливой буквой «S», а также полосатую рубашку, свободные рваные розовые леггинсы и розовые носки. Будучи принцессой, она носила более длинные вьющиеся волосы, заплетённые в косички, и носила свободное платье принцессы цвета фуксии.

## Приём
Авторы книг по детскому развитию Лин Микель Браун (англ. Lyn Mikel Brown) и Шэрон Лемб (англ. Sharon Lamb) утверждают, что Стефани интересна и делает розовый «цветом силы» (англ. power color) благодаря своему быстрому мышлению, компьютерным играм и спортивному характеру.